# Покрајинска влада Војводине
Покрајинска влада Војводине је извршни орган Аутономне Покрајине Војводине. За свој рад одговара Скупштини АП Војводине, а њено деловање је дефинисано Уставом Србије и Статутом АП Војводине као највишим правним актом АП Војводине.
Раније Извршно веће је замењено Владом АП Војводине (2009. године), а потом Покрајинском владом (2014. године).

## Састав Покрајинске владе
Покрајинску владу чине председник Покрајинске владе, 4 потпредседника и 12 покрајинских секретаријата.
Последњи избори за посланике Скупштине Аутономне Покрајине Војводине одржани су 17. децембра 2023. године. Након конституисања новог сазива Скупштине АП Војводине састављена је нова Влада Аутономне Покрајине Војводине на челу са Мајом Гојковић, коју осим Српске напредне странке чине још Социјалистичка партија Србије, Покрет социјалиста и Савез војвођанских Мађара.
| Функција | Слика | Име и презиме             | Странка |
| --- | ----- | ------------------------- | ------- |
| Председник Покрајинске владе |       | Маја Гојковић             | СНС     |
| Потпредседник Покрајинске владе и покрајински секретар за пољопривреду, водопривреду и шумарство                                 |       | Владимир Галић            | СНС     |
| Потпредседник Покрајинске владе                                                                                                  |       | Сандра Божић              | СНС     |
| Потпредседник Покрајинске владе и покрајински секретар за образовање, прописе, управу и националне мањине – националне заједнице |       | Роберт Отот               | СВМ     |
| Потпредседник Покрајинске владе и покрајински секретар за здравство                                                              |       | др Милан Попов            |         |
| Покрајински секретар привреду и туризам                                                                                          |       | Др Ненад Иванишевић       |         |
| Покрајински секретар за културу, јавно информисање и односе с верским заједницама                                                |       | Александра Ћирић Бошковић |         |
| Покрајински секретар за високо образовање и научноистраживачку делатност                                                         |       | Проф. др Бранко Маркоски  |         |
| Покрајински секретар за социјалну политику, демографију и равноправност полова                                                   |       | Предраг Вулетић           | ПС      |
| Покрајински секретар за финансије                                                                                                |       | Смиљка Јовановић          |         |
| Покрајински секретар за регионални развој, међурегионалну сарадњу и локалну самоуправу                                           |       | Александар Софић          | СНС     |
| Покрајински секретар за енергетику, грађевинарство и саобраћај                                                                   |       | Бојан Врањковић           |         |
| Покрајински секретар за спорт и омладину                                                                                         |       | Дане Баста                | СНС     |
| Покрајински секретар за урбанизам и заштиту животне средине                                                                      |       | Немања Ерцег              |         |

## Покрајински секретаријати
Покрајински секретаријати су:
- Покрајински секретаријат за пољопривреду, водопривреду и шумарство
- Покрајински секретаријат за образовање, прописе, управу и националне мањине - националне заједнице
- Покрајински секретаријат за културу, јавно информисање и односе с верским заједницама
- Покрајински секретаријат за здравство
- Покрајински секретаријат за социјалну политику, демографију и равноправност полова
- Покрајински секретаријат за финансије
- Покрајински секретаријат за регионални развој, међурегионалну сарадњу и локалну самоуправу
- Покрајински секретаријат за урбанизам и заштиту животне средине
- Покрајински секретаријат за високо образовање и научноистраживачку делатност
- Покрајински секретаријат за енергетику, грађевинарство и саобраћај
- Покрајински секретаријат за спорт и омладину
- Покрајински секретаријат за привреду и туризам

## Председници Извршног већа
Последњи председник Извршног већа Аутономне Покрајине Војводине био је Бојан Пајтић (2004—2009). Новим Статутом Војводине из 2009. Извршно веће Аутономне Покрајине Војводине је променило име у Влада Аутономне Покрајине Војводине, а последњим Статутом из 2014. у Покрајинска влада.
Председници Извршног већа од Другог светског рата:
| Портрет | Ред | Име и презиме (Датум рођења и смрти) | Мандат             | Мандат             | Странка     |
| Портрет | Ред | Име и презиме (Датум рођења и смрти) | Почетак            | Крај               | Странка     |
| ------- | --- | ------------------------------------ | ------------------ | ------------------ | ----------- |
|         | 1.  | Александар Шевић (1897–1975)         | 1945               | 1948               | КПЈ         |
|         | 2.  | Лука Мркшић (1899–1976)              | 1948               | 1953               | КПЈ         |
|         | 3.  | Стеван Дороњски (1919–1981)          | 1953               | 1953               | КПЈ/СКЈ     |
|         | 4.  | Геза Тиквицки (1917–1999)            | 1953               | 1962               | СКЈ         |
|         | 5.  | Ђурица Јојкић (1914–1981)            | 1962               | 1963               | СКЈ         |
|         | 6.  | Илија Рајачић (1923–2005)            | 18. јун 1963.      | 1967               | СКЈ         |
|         | 7.  | Стипан Марушић (1926–1974)           | 1967               | 1971               | СКЈ/СКВ     |
|         | 8.  | Фрањо Нађ (1923–1986)                | 1971               | 1974               | СКЈ/СКВ     |
|         | 9.  | Никола Кмезић (1919–2009)            | 1974               | 1982               | СКЈ/СКВ     |
|         | 10. | Живан Марељ (1938)                   | 1982               | 1986               | СКЈ/СКВ     |
|         | 11. | Јон Србован (1930–2018)              | 5. мај 1986.       | 24. октобар 1989.  | СКЈ/СКВ     |
|         | 12. | Средоје Ердељан в.д.                 | 24. октобар 1989.  | 27. децембар 1989. | СКЈ/СКВ     |
|         | 13. | Радоман Божовић (1953)               | 27. децембар 1989. | 23. децембар 1991. | СКЈ/СКВ/СПС |
|         | 14. | Јован Радић                          | 23. децембар 1991. | 1992.              | СКЈ/СКВ/СПС |
|         | 15. | Ковиљко Ловре                        | 1992               | 1993               | СПС         |
|         | 16. | Бошко Перошевић (1956–2000)          | 1993               | 2000               | СПС         |
|         | 17. | Дамњан Раденковић                    | 2000               | 2000               | СПС         |
|         | 18. | Ђорђе Ђукић                          | 2000               | 2004               | ДС          |
|         | 19. | Бојан Пајтић (1970)                  | 2004               | 2009               | ДС          |

## Председник Владе Аутономне Покрајине Војводине
| Портрет | Име и презиме (Датум рођења) | Мандат  | Мандат | Странка |
| Портрет | Име и презиме (Датум рођења) | Почетак | Крај   | Странка |
| ------- | ---------------------------- | ------- | ------ | ------- |
|         | Бојан Пајтић (1970)          | 2009    | 2014   | ДС      |

## Председници Покрајинске владе Аутономне Покрајине Војводине
| Портрет | Ред | Име и презиме (Датум рођења) | Мандат  | Мандат | Странка |
| Портрет | Ред | Име и презиме (Датум рођења) | Почетак | Крај   | Странка |
| ------- | --- | ---------------------------- | ------- | ------ | ------- |
|         | 1.  | Бојан Пајтић (1970)          | 2014    | 2016   | ДС      |
|         | 2.  | Игор Мировић (1968)          | 2016    | 2024   | СНС     |
|         | 2.  | Маја Гојковић (1963)         | 2024    | -      | СНС     |